# ㅍ
ㅍ(피읖)은 한글의 자음 열셋째 글자이다.
현대 한국어 첫소리에서는 입술소리(발음 기관)이고, 거센터짐소리(발음법)이며, 안울림소리이다. 끝소리에서는 ㅂ과 같다. 국제 음성 기호로는 초성에서 무성 유기음[ pʰ ], 종성에서 양순 불파음[ p ̚ ]이 된다. 종성 ㅍ의 소리는 종성 ㅂ과 같다.
훈민정음 초성 체계에서는 입술소리이다. 제자 원리는 ㅁ에 획을 더해 ㅂ, 거기에 획을 다시 더해 ㅍ을 만들었다고 한다.

## 같이 보기
- 한글

## 코드값
| 종류                  | 종류           | 글자 | 유니코드 | HTML     |
| --------------------- | -------------- | ---- | -------- | -------- |
| 한글 호환 자모        | 한글 호환 자모 | ㅍ   | U+314D   | &#12621; |
| 한글 자모 영역        | 첫소리         | ᄑᅠ   | U+1111   | &#4369;  |
| 한글 자모 영역        | 끝소리         | ᅟᅠᇁ   | U+11C1   | &#4545;  |
| 한양 사용자 정의 영역 | 첫소리         |   | U+F7F8   | &#63480; |
| 한양 사용자 정의 영역 | 끝소리         |   | U+F8ED   | &#63725; |
| 반각                  | 반각           | ﾽ    | U+FFBD   | &#65469; |